# 네비게이토 선교회
네비게이토 선교회(The Navigators)는 미국 콜로라도주 콜로라도스프링스에 본부를 둔 복음적인 초교파 개신교 선교단체이다. 그리스도인들을 제자훈련하는 것에 강조를 두며, 영적세대의 노력을 통하여 잃어버린 자들을 살리고 제자화를 통하여 예수 그리스도의 복음과 그의 왕국을 모든 나라로 확장하는 것에 목표를 두고 있다. 1933년 도우슨 트로트맨(Dawson Trotman)에 의해 창립되었다. 대한민국에서는 한국 네비게이토 선교회가 있다.